# Essau Kanyenda
Essau Boxer Kanyenda (ur. 27 września 1982 w Dedzie) – malawijski piłkarz grający na pozycji napastnika. Od 1999 do 2015 rozegrał 69 meczów i strzelił 21 goli w reprezentacji Malawi.